# 엔도 아야
엔도 아야(遠藤 綾, 1980년 2월 17일 ~ )는 일본 야마가타현 출신의 오피스PAC 소속 여성 성우이다.
대표작은 이누카미!의 이마리 역, 러키☆스타의 타카라 미유키역 등등 있다.

## 경력 · 인물
- 인터넷 라디오 프로그램 《Plume이야기》 내에서는 미즈노 마나비, 카와라기 시호와 함께 성우 유닛 Plume을 결성했다.
- 2007년 11월 4일, 제 12회 애니메이션 코베에서, 텔레비전 애니메이션 《러키☆스타》 오프닝 테마 《못테케! 세라후쿠》가 주제가상(라디오 칸사이상)을 수상, 카토 에미리, 후쿠하라 카오리와 함께 수상식에 참가(히라노 아야는 다른 이벤트에 참가하고 있었기 때문에 불참).
- 텔레비전 애니메이션 《러키☆스타》의 엔딩에서, 타카라 미유키 역으로서 《지상의 별》을 열창했다.

## 출연 작품

### 텔레비전 애니메이션
2004년
- GIRLS브라보（아이）
- 은하철도 이야기（모르가나）
- 최유기 RELOAD GUNLOCK（린）
- MONSTER（인게（고아원의 아이）、코렛타（정원사의 낭）외）

2005년
- 영국 사랑 이야기 엠마（메어리）
- 부인은 여고생（호리구치 카스미）

2006년
- 이누카미!（이마리）
- 키바（그라우지오, 사기리, 피노）
- 금색의 코르다 〜primo passo〜（타카시나 히로시내）
- 쿠지비키언밸런스（여학생）
- ZEGAPAIN -제가페인-（소골・미사키 / 十凍未沙季）
- TOKKO 특공（시라이시 유키노）
- 신비한 별의 쌍둥이 공주 Gyu!（트로와）

2007년
- 영국 사랑 이야기 엠마 제 2막（메어리, 퍼니）
- 키스덤 -ENGAGE planet-（로마나 노아, 나레이션）
- 기동전사 건담00（키누에・크로스로드）
- CLAYMORE（클레이모어 A）
- 현시연（나카지마）
- 신곡주계 포리포니카（크리스타）
- 신령수/GHOST HOUND（오키 나미에）
- 메이플스토리 (애니메이션)（니나）
- 샤먼 시스터즈（유우）
- 러키☆스타（타카라 미유키）

2008년
- 은혼（内野）
- 네오 안젤리크 어비스（안젤리크）
- 포켓몬스터 다이아몬드&펄（스모모）
- 마크로스 프론티어（쉐릴 노므）

2009년
- 우주를 달리는 소녀（칸나기 이츠키）
- 겐지 이야기 천년기 Genji (와카 무라사키, 나레이션)

2010년
- 하늘의 소리（필리시아 하이데만）

2011년
- 어떤 마술의 금서목록 Ⅱ (올소라 아퀴나스)
- 꿈을 먹는 메리 (엔기 스리피스)
- 길티 크라운 (쿠호인 아리사)

2012년
- 액셀 월드 (쿠라사키 후우코[스카이 레이커])

2013년
- 네가 있는 마을 (아사쿠라 키요미)
- 데이트 어 라이브 (무라사메 레이네)
- 어떤 과학의 초전자포 S (텟소우 츠즈리)
- 이나즈마 일레븐 GO 갤럭시 (노자키 사쿠라)
- 이니셜D Fifth stage (카오리)
- 절대방위 레비아탄 (리자드맨)
- 치하야후루 2 (아야세 치토세)
- 카니발 (츠쿠모)
- 포켓몬스터 베스트위시 시즌 2 데코로라 어드벤처 (팬지)
- 포토카노 (오오타니 모모코)
- 환영을 달리는 태양 (에티아 비스콘티)

2014년
- 요괴워치 (코마상, 코마지로, 후부히키메, 코다마 후미카 등)

2015년
- 비밀♥비밀의 에그엔젤 코코밍 (렌즈)

2019년
- 반짝반짝 해피★ 열려라! 코코타마 (닛키)

### 극장판 애니메이션
2020년
- 극장판 바이올렛 에버가든(카틀레야 보들레르)

2021년
- 극장판 주술회전 0

### OVA
- 츠바사: RESERVoir CHRoNiCLE（護刃）
- 마이 오토메（레나・세이어스）

### 게임
- 스윙골프 팡야 2nd샷!(닌텐도 Wii용 소프트웨어)（로로）
- 모두의 테니스（치카）
- 러키☆스타의 숲（타카라 미유키）
- 러키☆스타 ~료오학원 앵등제~（타카라 미유키）
- 로자리오와 뱀파이어（夕凪琴織）

2004년
- 머나먼 시공 속에서3(안토쿠 천황)

2010년
- 영웅전설 제로의 궤적 (에리 맥도웰)

2011년
- 전장의 발큐리아3 (리에라 마르세리스)
- 영웅전설 벽의 궤적 (에리 맥도웰)

2014년
- 함대 콜렉션 (Z1,Z3,Bismarck)

### 라디오
- Plume이야기 〜Royal Plume Tea〜（2007년 12월 29일 ~ ） - 란티스 넷 라디오에서 매주 토요일 갱신, 카와라기 시호 · 미즈노 마나비와 함께 활동.
- Plume이야기 〜차의 시간〜（2006년 11월 22일 ~ ） - 아니메전파국에서 매주 수요일 갱신.
- 에마 방송협회 · 교육 라디오

### CD
- 있을 수 없는 고백 CD
- 이누카미! 캐릭터컬렉션 CD 6 （이마리 & 사요카）
- 이누카미! 보컬앨범 paradiso（이마리）
- 오시카리 CD
- 고백 CD（{{{2}}}）
- BLCD 안녕을 말할 시간은 없다
- 네오 앤젤릭 시리즈（앤젤릭）
  - 네오 앤젤릭〜황혼의 기사〜
  - 네오 앤젤릭〜새벽의 천사〜
- 드라마CD 후르츠 바스켓（여학생）
- Love Love! Chuっ Chuっ!
- 러키☆스타 시리즈（타카라 미유키）
  - 못테케! 세라후쿠
  - TV애니메이션 『러키☆스타』 엔딩테마집 ~어느 날의 가라오케 박스~
  - 러키☆스타 캐릭터송 Vol.004 타카라 미유키
  - 하맛테 사봇테 오-마이갓!
- 《milktub 15th ANNIVERSARY BEST ALBUM BPM200 ROCK'N'ROLL SHOW》（milktub 15주년기념 베스트앨범, 신곡 〈남자 무리무리 대개조〉(男子ムリムリ大改造)에 타카라 미유키로서 게스트 보컬 참가）